# Philadelphia Union
Philadelphia Union ist ein Franchise der Profifußball-Liga Major League Soccer (MLS) aus Chester, Pennsylvania, im Großraum Philadelphia. Das Franchise wurde 2008 gegründet und nahm zur Saison 2010 den Spielbetrieb auf.
Die Heimspiele werden im 2010 fertiggestellten Subaru Park ausgetragen.

## Geschichte

### Der Weg in die MLS
Seit einigen Jahren war die Major League Soccer sehr interessiert daran, in Philadelphia ein Franchise zu etablieren. Mehrere lokale Förderer setzten sich für dieses Projekt ein. So wurden über die Jahre mehrere Gespräche über den Standort eines Stadions für eine mögliche Mannschaft geführt. 2006 wurde die Stadt Chester als Stadionstandort ausgewählt.
Am 28. Februar 2008 gab Don Carber, Geschäftsführer der Major League Soccer, bekannt, dass Philadelphia den Zuschlag für ein neues Franchise in der MLS erhält. Die Grundlage für die Finanzierung des Vereins schafft ein 47 Millionen US-Dollar Budget, welches von Politikern des Delaware Counties und dem Gouverneur von Pennsylvania, Edward Rendell, genehmigt wurde. Damit wurden die Kosten für das neue Stadion und eine Erneuerung des umliegenden Stadtgebietes gedeckt.
Am 21. Dezember 2009 kündigte die Union an, dass sie eine Partnerschaft mit der Reading Rage youth soccer organization abgeschlossen habe. Mit Reading United A.C. hat das MLS Franchise ein Minor-League Team in der USL Premier Development League. Im März 2010 wurde mit den Harrisburg City Islanders ein weiterer Partner gefunden.

### Erste Saison 2010
Vor Beginn der ersten Saison hatte Union diverse Testspiele. Das erste fand gegen die Fußballmannschaft der University of North Carolina at Chapel Hill.
Das erste MLS-Spiel fand am 25. März 2010 statt. Union verlor 2:0 gegen die Seattle Sounders. Am 10. April 2010 erzielte Sébastien Le Toux das erste Tor für Philadelphia Union. Die Mannschaft siegte am 2. Spieltag mit 3:2 gegen DC United. Darauf folgte eine Serie von vier Niederlagen. Den höchsten Sieg erreichte das Team am 27. Juni 2010 mit einem 3:1 gegen den Seattle Sounders FC. Die höchste Niederlage bescherte Union die Colorado Rapids mit 4:1. Am Ende der Regular Season belegte die Union den 7. Platz in der Eastern Conference und konnte sich somit nicht für einen Play-off-Platz qualifizieren. In der Gesamttabelle wurde die Mannschaft 14. noch vor CD Chivas USA und DC United.
Im Qualifikationsspiel für die Teilnahme am Lamar Hunt U.S. Open Cup 2010 verlor Union gegen die New York Red Bulls mit 2:1.
Gegen Ende 2010 wechselten die Spieler Chris Seitz, Fred, Shea Salinas und Alejandro Moreno zu anderen Mannschaften. Um dieses zu kompensieren, wurde der kolumbianische Nationaltorhüter Faryd Mondragón, der zuvor beim 1. FC Köln unter Vertrag stand, und der Kapitän des kolumbianischen Erstligisten Santa Fe CD, Carlos Valdés, verpflichtet. Mit Brian Carroll konnte ein erfahrener MLS-Spieler geholt werden. Mit dem 16-jährigen Zach Pfeffer wurde der erste sogenannte „home-grown“ Spieler verpflichtet.

### Entwicklung seit 2011
Union konnte in seiner zweiten Saison zum ersten Mal die Play-offs erreichen, musste sich dort aber im Conference Halbfinale geschlagen geben. Nach einer Verletzung von Mondragón wurde Zac MacMath neuer Stammtorhüter der Mannschaft.
In den folgenden Jahren konnte man sich nicht erneut für die Play-offs qualifizieren. Allerdings erreichte die Mannschaft 2012 das Halbfinale im US Open Cup. 2014 stand man sogar im Finale. Dieses konnte die Mannschaft 2015 wiederholen, musste sich aber auch hier geschlagen geben. Die MLS-Saison 2015 schloss Philadelphia auf dem 9. Platz in der Eastern Conference ab, dies ist, seit der Gründung des Franchise, das schlechteste Ergebnis in einer MLS-Regular Season.

## Name, Wappen und Farben
Am 11. Mai 2009 wurde offiziell der Name, das Wappen und die Farben des neuen MLS-Franchises in der Philadelphia City Hall bekannt gegeben. Der Name "Union" soll an die Dreizehn Kolonien erinnern, von denen Philadelphia die Hauptstadt war. Der Name wurde durch eine Umfrage, die zwischen dem 19. Januar 2009 und 6. Februar 2009 durchgeführt wurde, entschieden. Die anderen Möglichkeiten waren AC Philadelphia, SC Philadelphia und Philadelphia City. Vor der offiziellen Verkündung des Teamnamens wurde Philadelphia von der Fangruppe Sons of Ben der Spitzname "Zolos" vergeben. Dieses geht auf eine "Meet-the-Owners" Veranstaltung zurück, die zwei Tage vor der Pressekonferenz, wo Philadelphia als Expansion Team benannt wurde, abgehalten wurde. Hierbei wurden handgeschriebene Nummern auf Zetteln zu einem großen 2010 aufgestellt. Dieses wurde von Nick Sakiewicz als ZOLO missinterpretiert. Dies führte zu einigen Insiderscherzen bei den Sons of Ben.
Die Farben von Philadelphia Union sind navy blue und gold und symbolisieren die Uniformen der Kontinentalarmee während des Amerikanischen Unabhängigkeitskrieges. Das Wappen führt dreizehn Sterne, die sich auf die Dreizehn Kolonien beziehen. Die Schlange in der Mitte geht auf eine politische Karikatur von Benjamin Franklin zurück, die er 1754 in der Pennsylvania Gazette veröffentlichte. Zur Zeit des amerikanischen Unabhängigkeitskampfes wurde der Schlangenkopf zu einem Symbol für die Gefahr der Uneinigkeit der amerikanischen Bevölkerung. Er war auch Teil der Gadsden flag. Der Schild geht auf das Stadtwappen von Philadelphia zurück. Das Hellblau in der Mitte ist ein Tribut an die Sons of Ben und gleichzeitig eine weitere Anlehnung an das Wappen bzw. Flagge der Stadt.

## Stadion
- Subaru Park; Chester, Pennsylvania (seit 2010)
- Lincoln Financial Field; Philadelphia, Pennsylvania (2010, seitdem vereinzelte Spiele)

Der Subaru Park wurde 2010 eröffnet werden und bietet 18.500 Zuschauern Platz. Noch vor der Zusage seitens der MLS, gab das Delaware County im Oktober 2007 sein Einverständnis zum Bau des Stadions. Die Grundsteinlegung erfolgte am 1. Dezember 2008.
Das Stadion ist ab 2010 sowohl die Heimstätte der MLS-Profimannschaft als auch des neuen Frauenprofiteams Philadelphia Independence, das ebenfalls ab der Saison 2010 an der neu gegründeten Frauen-Profiliga WPS teilnehmen wird.
Bis zur Fertigstellung des Stadions in Chester hat Philadelphia Union seine Heimspiele im Lincoln Financial Field in Philadelphia ausgetragen. Am 27. Juni 2010 fand das erste Heimspiel der Union gegen den Seattle Sounders FC in dem Stadion statt. Es konnte mit 3:1 gewonnen werden. Das Lincoln kann immer noch von Philadelphia genutzt werden, z. B. für Spiele mit einem hohen Zuschaueraufkommen.
In der Premierensaison konnte man einen Zuschauerschnitt von 19.254 verbuchen.

## Fans, Rivalitäten und Sponsoren

### Fans
Die Unterstützung der Fans war ein Grund, warum Philadelphia den Zuspruch bekam, ein MLS-Team zu gründen. Der größte Fanklub sind die Sons of Ben, die am 17. Januar 2007 gegründet wurden. Der 5.200 Mitglieder starke Klub hat seinen Sitz in Philadelphia und unterstützt auch die Vereine Reading United und Harrisburg City Islanders. Der Name geht auf Benjamin Franklin zurück.

### Rivalitäten
Es bestehen seit der ersten Stunde Rivalitäten mit D.C. United und den New York Red Bulls. Diese sind auf die geographische Nähe und die traditionelle Ablehnung zwischen den Städten Philadelphia, Washington D.C. und New York in anderen Sportligen zurückzuführen. Philadelphia nimmt an keinem MLS Rivalry Cup teil.

### Sponsoren
Am 11. Januar 2011 wurde bekannt, dass der zukünftige Trikotsponsor Bimbo Bakeries USA sein wird. Die Firma ist der US-amerikanische Ableger des mexikanischen Lebensmittelproduzenten Grupo Bimbo und hat seinen Sitz in Horsham, Pennsylvania. Des Weiteren sponsert die Firma auch die Major League Soccer ab der Saison 2011.
Weitere Sponsoren sind neben dem Stadionnamensgeber PPL Corporation, die Firmen Crozer Keystone Health System, Premier Ortho, Panasonic, WPVI-TV (6ABC), Horizon Services und Toyota.
Als Ausrüster fungiert Adidas.

## Organisation

### Eigentümer
Eigentümer des Franchise sind Keystone Sports & Entertainment, LLC, eine aus mehreren Personen bestehende Interessengruppe.
Mitglieder dieser Gruppe sind Jay Sugarman, Vorstandsmitglied von iStar Financial und 1. Vorsitzender der Keystone Sports & Entertainment Gruppe; Christopher und Robert Buccini, Mitbegründer der Buccini/Pollin Group; David B. Pollin, Mitbegründer der Buccini/Pollin Group und Leiter mehrerer Firmen; Joseph J. Greco, Geschäftsmann; David Seltzer, Direktor und Mitbegründer von Mercator Advisors, einem Finanzunternehmen aus Philadelphia. Zudem sind noch die beiden Unternehmen Weston Solutions und YSC Graham Investments an dem Franchise beteiligt.
Nick Sakiewicz, ehemaliger Präsident von Tampa Bay Mutiny und Fußballspieler bei u. a. FC Nantes und Belenenses Lissabon. Sakiewicz ist zudem CEO und operativer Partner.
Kevin Durant, Basketballprofi in der NBA, erwarb im Juni 2020 fünf Prozent der Anteile am Franchise.

### Jugend
Am 3. September 2013 gründete das Franchise seine eigene Privatschule in Wayne, Pennsylvania. Die YSC Academy richtet sich im Speziellen an die Ausbildung junger Fußballspieler. Die 33 Schüler spielen in den verschiedenen Jugendmannschaft von Union.

### Partnerschaften

#### Reading United A.C.
Seit dem 21. Dezember 2009 existiert eine Partnerschaft mit dem Reading United AC. Die Mannschaft aus der USL Premier Development League fungiert sogenanntes Minor League Team für Philadelphia Union. Dort können junge Spieler ausgebildet werden um erste Erfahrungen zu sammeln. Außerdem können sich hier Spieler von Colleges für Philadelphia Union empfehlen, da es ihnen, während der jeweiligen Saisonpausen der College-Ligen erlaubt ist für Mannschaften der USL PDL spielen zu dürfen.

#### Harrisburg City Islanders
Seit der Saison 2014 sind die Harrisburg City Islanders offizieller Partner von Philadelphia im Rahmen der MLS-USL Partnerschaft. Nachdem Wegfall der MLS Reserve League, kann das MLS-Franchise Spieler während einer Saison für mehrere oder einzelne Spiele an den USL Partner verleihen, damit diese Spielpraxis sammeln können.

#### Philadelphia Union II
2015 wurde der Bethlehem Steel FC gegründet und gehört, wie Philadelphia Union auch, zur Eigentümergruppe Keystone S&E. Die Mannschaft wird ab der Saison 2016 in der United Soccer League spielen. Seit der Saison 2020 heißt das Team Philadelphia Union II.

## Medien
Alle Spiele von Philadelphia Union werden von dem lokalen Sendern Comcast SportsNet Philadelphia, welches zum Unternehmen NBC Sports Group gehört, und The Comcast Network, auch ein NBC Tochterunternehmen, übertragen. Der Sender WPVI-TV, welcher der American Broadcasting Company angeschlossen ist, überträgt ausgewählte Spiele.
Landesweit werden ausgewählte Spiele von Philadelphia Union über die Sender ESPN2, NBC Sports Network und UniMás übertragen.
Der US-amerikanische Sportmoderator JP Dellacamera moderiert alle Spiele. Die ehemalige Fußballspielerin Heather Mitts berichtet vom Spielfeldrand und führt Interviews.

## Spieler und Mitarbeiter

### Aktueller Profikader
Stand: 19. Januar 2025
| Nr. |                    | Position | Name                   |
| --- | ------------------ | -------- | ---------------------- |
| 1   | Deutschland        | TW       | Oliver Semmle          |
| 5   | Norwegen           | DF       | Jakob Glesnes          |
| 6   | Vereinigte Staaten | MF       | Cavan Sullivan         |
| 7   | Danemark           | ST       | Mikael Uhre (IP, DP)   |
| 10  | Ungarn             | MF       | Dániel Gazdag (IP, DP) |
| 11  | Vereinigte Staaten | MF       | Alejandro Bedoya       |
| 12  | Vereinigte Staaten | DF       | Isaiah LeFlore         |
| 14  | Vereinigte Staaten | MF       | Jeremy Rafanello (HGP) |
| 15  | Kamerun            | AB       | Olivier Mbaizo         |
| 16  | Vereinigte Staaten | MF       | Jack McGlynn (HGP)     |
| 18  | Jamaika            | TW       | Andre Blake            |
| 20  | Venezuela          | MF       | Jesús Bueno (IP)       |
| 21  | Haiti              | MF       | Danley Jean Jacques    |

| Nr. |                    | Position | Name                  |
| --- | ------------------ | -------- | --------------------- |
| 24  | Vereinigte Staaten | MF       | Nick Pariano (HGP)    |
| 25  | Vereinigte Staaten | ST       | Chris Donovan         |
| 26  | Vereinigte Staaten | AB       | Nathan Harriel (HGP)  |
| 27  | Deutschland        | AB       | Kai Wagner            |
| 28  | Israel             | ST       | Tai Baribo (IP)       |
| 29  | Sudafrika          | AB       | Olwethu Makhanya (IP) |
| 33  | Vereinigte Staaten | MF       | Quinn Sullivan (HGP)  |
| 35  | Vereinigte Staaten | ST       | Markus Anderson       |
| 41  | Vereinigte Staaten | MF       | David Vazquez         |
| 56  | Vereinigte Staaten | MF       | CJ Olney Jr.          |
| 76  | Vereinigte Staaten | TW       | Andrew Rick           |
|     | Haiti              | ST       | Nelson Pierre         |

### Bisherige Spieler
→ siehe Hauptartikel: Liste der Spieler der Philadelphia Union

### Trainerstab
Stand: 15. Juli 2020
- Jim Curtin (Trainer)
- Oka Nikolov (Assistenztrainer)
- Pat Noonan (Assistenztrainer)
- Phil Wheddon (Torwarttrainer)
- Paul Rushing (Head Athletic Trainer)

### Management
Stand: 11. Januar 2018
- Tim McDermott (Chief Business Officer)
- Ernst Tanner (Sporting Director)
- Chris Albright (Technischer Direktor)

### Bisherige Trainer
- Piotr Nowak (28. Mai 2009 – 13. Juni 2012)
- John Hackworth (Interim) (13. Juni 2012 – 30. August 2012)
- John Hackworth (30. August 2012 – 10. Juni 2014)
- Jim Curtin (Interim) (10. Juni 2014 – 7. November 2014)
- Jim Curtin (7. November 2014 – )

## Erfolge
- Lamar Hunt U.S. Open Cup
  - Finale: 2014, 2015
- weitere Erfolge
- MLS Fair Play Award: 2014

## Statistiken

### Saisonbilanz
| Saison | Regular Season | Play-offs             | Lamar Hunt U.S. Open Cup | CONCACAF Champions League |
| ------ | -------------- | --------------------- | ------------------------ | ------------------------- |
| 2010   | 7. Platz (Ost) | nicht qualifiziert    | nicht qualifiziert       | nicht qualifiziert        |
| 2011   | 3. Platz (Ost) | Conference Halbfinale | nicht qualifiziert       | nicht qualifiziert        |
| 2012   | 8. Platz (Ost) | nicht qualifiziert    | Halbfinale               | nicht qualifiziert        |
| 2013   | 7. Platz (Ost) | nicht qualifiziert    | 4. Runde                 | nicht qualifiziert        |
| 2014   | 6. Platz (Ost) | nicht qualifiziert    | Finale                   | nicht qualifiziert        |
| 2015   | 9. Platz (Ost) | nicht qualifiziert    | Finale                   | nicht qualifiziert        |
| 2016   | 6. Platz (Ost) | Knockout Round        | Viertelfinale            | nicht qualifiziert        |
| 2017   | 8. Platz (Ost) | nicht qualifiziert    | Viertelfinale            | nicht qualifiziert        |
| 2018   | 6. Platz (Ost) | Knockout Round        | Finale                   | nicht qualifiziert        |
| 2019   | 3. Platz (Ost) | Viertelfinale         | 4. Runde                 | nicht qualifiziert        |
| 2020   | 1. Platz (Ost) | Knockout Round        | Turnier abgesagt         | nicht qualifiziert        |
| 2021   | 2. Platz (Ost) | Conference Final      | Turnier abgesagt         | Halbfinale                |
| 2022   | 1. Platz (Ost) | Finale                | 5. Runde                 | nicht qualifiziert        |

1. ↑  Der Wettbewerb beginnt jeweils im Herbst des vorherigen Jahres.

### Vereinsrekorde
Diese Rekorde beziehen sich auf die Regular Season, MLS Play-offs und US Open Cup Spiele bis einschließlich der Saison 2015:
- Meiste Spiele:  Sébastien Le Toux, 153
- Meiste Tore:  Sébastien Le Toux, 49
- Meiste Assists:  Sébastien Le Toux, 43

### Zuschauerschnitt
Regular Season / Play-offs
- 2010: 19.254 / nicht qualifiziert
- 2011: 18.259 / 18.539[26]
- 2012: 18.049 / nicht qualifiziert